# Bette Ford
Bette Ford, geborene Harriet Elizabeth Dingeldein (* Juni 1927 in McKeesport, Pennsylvania) ist eine US-amerikanische Film- und Fernsehschauspielerin und professionelle Stierkämpferin. Sie war die erste Amerikanerin, die zu Fuß in der weltgrößten Stierkampfarena Plaza de  Toros México kämpfte.

## Leben
Bette Ford wurde 1927 in der Industriestadt McKeesport als Tochter des Stahlarbeiters Charles M. Dingeldein, dessen Vater 1881 als Kind mit seinen Eltern aus Reichelsheim in die Vereinigten Staaten eingewandert war, und Madeleine Dingeldein, geb. Knee, geboren. In vielen Quellen wird 1937 als Geburtsjahr angegeben, was aber eher unwahrscheinlich ist, da sie bereits 1945 kurz nach ihrem High School Abschluss ihre Karriere in New York begann. Wegen instabiler Familienverhältnisse wuchs sie bei Verwandten auf.
In New York arbeitete sie ab 1945 als Model unter dem Namen Elizabeth George, wo sie u. a. Bademoden vorführte und für Seifen (Camay) und Zigaretten warb. Ebenso war sie ständiger Gast in Unterhaltungsshows im Fernsehen. Während eines Foto-Shootings im kolumbianischen Bogotá lernte sie den Torero Luis Miguel Dominguín und seine Arbeit kennen. Nach ihrer Rückkehr nach New York City heiratete sie David Ford und trat seither als Bette Ford auf. Die Ehe wurde bereits nach neun Monaten wieder geschieden. Ford ging sie 1954 nach Mexiko, um sich dort zur Stierkämpferin ausbilden zu lassen. Warner Bros. drehte darüber den Dokumentarfilm Beauty and the Bull, der 1955 in der Kategorie Bester Kurzfilm (zwei Filmrollen) für den Oscar nominiert wurde. Es folgte für Bette Ford eine Zeit als gefeierte Stierkämpferin in Mexiko und auf den Philippinen. Ford schätzte, dass sie in ihrer aktiven Zeit als Stierkämpferin etwa 400 Bullen getötet hat.
Als Metro-Goldwyn-Mayer, von denen Bette Ford schon ein Vertrag in New York angeboten worden war, bevor sie sich zur Stierkämpferin ausbilden ließ, plante, einen Spielfilm zu drehen, der auf ihrer Lebensgeschichte basieren sollte, lernte sie den Drehbuchautor John Meston (u. a. Mitautor und Ideengeber für Rauchende Colts) kennen. Kurze Zeit später heirateten beide und Bette Ford zog sich vom Stierkampf zurück. Die Ehe wurde 1973 geschieden. Später war Ford mit dem Immobilienmakler Scott Wolkoff verheiratet.
Nach der Stierkampf-Karriere trat sie in zahlreichen Fernsehserien auf, übernahm aber auch Rollen in den unter der Regie von Clint Eastwood hergestellten Spielfilmen Honkytonk Man (1982) und Dirty Harry kommt zurück (1983) sowie später im Spielfilm Fatal Contract – Tür an Tür mit dem Tod (1998). Weiterhin arbeitete sie als Sprecherin in Werbungspots und bei der Vertonung von Animationsfilmen wie Animatrix.

## Filmografie (Auswahl)
- 1954: Beauty and the Bull (Kurzfilm)
- 1968: Im wilden Westen (Death Valley Days, Fernsehserie, 1 Episode)
- 1977: Notruf California (Emergency!, Fernsehserie, 1 Episode)
- 1982: Honkytonk Man
- 1983: Another Woman's Child (Fernsehfilm)
- 1983: Falcon Crest (Fernsehserie, 2 Episoden)
- 1983: Dirty Harry kommt zurück (Sudden Impact)
- 1984: Not in Front of the Kids (Fernsehfilm)
- 1984: Chefarzt Dr. Westphall (St. Elsewhere, Fernsehserie, 1 Episode)
- 1984: Cheers (Fernsehserie, 2 Episoden)
- 1987–1988: L.A. Law – Staranwälte, Tricks, Prozesse (L.A. Law, Fernsehserie, 4 Episoden)
- 1988: Schwestern – Ein neuer Anfang (Nightingales, Fernsehfilm)
- 1990: Der Prinz von Bel-Air (The Fresh Prince of Bel-Air, Fernsehserie, 1 Episode)
- 1990: Zum Töten freigegeben (Marked for Death)
- 1993: Melrose Place (Fernsehserie, 1 Episode)
- 1994: Season of Change – Für einen Augenblick von Zärtlichkeit (Season of Change)
- 1995: Love and Terror (Fernsehfilm)
- 1996: Schmerzen der Schönheit (A Face to Die For, Fernsehfilm)
- 1996: Nash Bridges (Fernsehserie, 1 Episode)
- 1997: Ein Wink des Himmels (Promised Land, Fernsehserie, 1 Episode)
- 1997: Dark Moments – Im Angesicht des Todes (River Made To Drown In)
- 1998: Fatal Contract – Tür an Tür mit dem Tod (The Landlady)
- 1998: My Engagement Party
- 1997: Ein Trio zum Anbeißen (Two Guys, a Girl and a Pizza Place, Fernsehserie, 1 Episode)
- 1999: Der Club der Kannibalen (Life Among the Cannibals)
- 1999: Providence (Fernsehserie, 1 Episode)
- 2001: Emergency Room – Die Notaufnahme (ER, Fernsehserie, 1 Episode)
- 2002: Lady Cops – Knallhart weiblich (The Division, Fernsehserie, 1 Episode)
- 2003: Animatrix (Sprechrolle)
- 2011: Valley of the Sun